# Napier
Napier (en maori: Ahuriri) és una ciutat neozelandesa localitzada a la costa de la regió de Hawke's Bay. La ciutat té una població estimada de 58.800 (juny de 2011). Uns 18 quilòmetres al sud de Napier es localitza Hastings. Les dues ciutats formen una àrea urbana habitada per 122.600 persones, fent-la la cinquena més gran de Nova Zelanda després d'Auckland, Wellington, Christchurch i Hamilton.

## Demografia
Segons el cens de 2006 Napier tenia 55.359 habitants, un augment de 1.698 habitants (3,2%) des del cens de 2001. Hi havia 21.756 llars habitades, 1.326 llars no habitades i 150 llars en construcció.
De la població de Napier, 26.520 (47,9%) eren homes i 28.839 (52,1%) eren dones. La ciutat tenia una edat mediana de 38,6 anys, 2,7 anys més que la mediana nacional de 35,9 anys. Les persones majors de 64 anys formaven el 15,6% de la població, comparat amb el 12,3% nacionalment; les persones menors de 15 anys formaven el 21,2% de la població, comparat amb el 21,5% nacionalment.
Les ètnies de Napier eren (amb figures nacionals en parèntesis): 72,4% europeus (67,6%); 18,2% maoris (14,7%); 2,6% asiàtics (9,2%); 2,6% illencs pacífics (6,9%); 0,4% de l'Orient Pròxim, Llatinoamèrica o Àfrica (0,9%); 14,3% 'neozelandesos' (11,1%) i 0,03% altres (0,04%).
Napier tenia un atur de 4,8% per persones majors de 14 anys, comparat amb un 5,1% nacionalment. El sou de persones majors de 14 anys era de 22.700$, comparat amb 24.400$ nacionalment. D'aquestes, un 45,2% tenien un sou anual de menys de 20.000$, comparat amb 43,2% nacionalment, mentre que un 14,5% tenien un sou de més de 50.000$ anuals, comparat amb un 18,0% nacionalment.

## Clima
| Paràmetres climàtics mitjans de Napier | Paràmetres climàtics mitjans de Napier | Paràmetres climàtics mitjans de Napier | Paràmetres climàtics mitjans de Napier | Paràmetres climàtics mitjans de Napier | Paràmetres climàtics mitjans de Napier | Paràmetres climàtics mitjans de Napier | Paràmetres climàtics mitjans de Napier | Paràmetres climàtics mitjans de Napier | Paràmetres climàtics mitjans de Napier | Paràmetres climàtics mitjans de Napier | Paràmetres climàtics mitjans de Napier | Paràmetres climàtics mitjans de Napier | Paràmetres climàtics mitjans de Napier |
| Mes                                    | Gen.                                   | Feb.                                   | Mar.                                   | Abr.                                   | Mai.                                   | Jun.                                   | Jul.                                   | Ago.                                   | Set.                                   | Oct.                                   | Nov.                                   | Des.                                   | Anual                                  |
| -------------------------------------- | -------------------------------------- | -------------------------------------- | -------------------------------------- | -------------------------------------- | -------------------------------------- | -------------------------------------- | -------------------------------------- | -------------------------------------- | -------------------------------------- | -------------------------------------- | -------------------------------------- | -------------------------------------- | -------------------------------------- |
| Temperatura diària màxima °C (°F)      | 24,4 (75,9)                            | 24,1 (75,4)                            | 22,6 (72,7)                            | 19,9 (67,8)                            | 17,1 (62,8)                            | 14,5 (58,1)                            | 14,1 (57,4)                            | 14,8 (58,6)                            | 16,9 (62,4)                            | 19,2 (66,6)                            | 21 (69,8)                              | 23 (73,4)                              | 19,4 (66,9)                            |
| Temperatura diària mínima °C (°F)      | 14,6 (58,3)                            | 14,5 (58,1)                            | 12,8 (55)                              | 10,2 (50,4)                            | 7,1 (44,8)                             | 4,9 (40,8)                             | 4,6 (40,3)                             | 5,2 (41,4)                             | 7,1 (44,8)                             | 9,4 (48,9)                             | 11,2 (52,2)                            | 13,4 (56,1)                            | 9,6 (49,3)                             |
| Precipitació total mm (polzades)       | 48 (1,9)                               | 62 (2,4)                               | 85 (3,3)                               | 75 (3)                                 | 62 (2,4)                               | 81 (3,2)                               | 92 (3,6)                               | 67 (2,6)                               | 65 (2,6)                               | 55 (2,2)                               | 57 (2,2)                               | 56 (2,2)                               | 803 (31,6)                             |
| Font: NIWA Climate Data                |                                        |                                        |                                        |                                        |                                        |                                        |                                        |                                        |                                        |                                        |                                        |                                        |                                        |

## Turisme i arquitectura

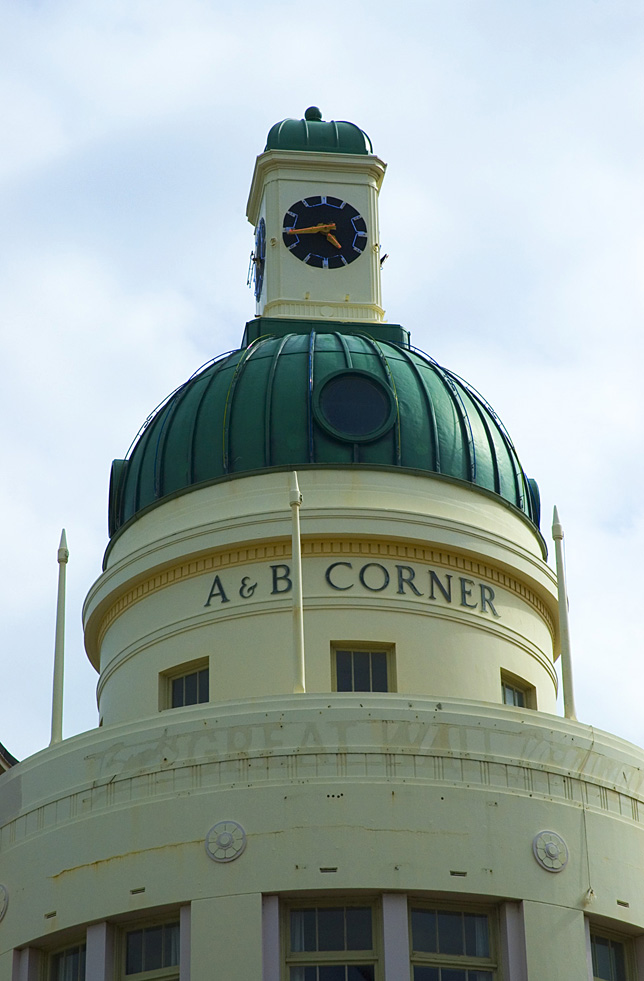
L'edifici T & G Building, construït pels arquitectes Atkin i Mitchell de Wellington el 1936

L'atracció turística principal de Napier és l'arquitectura, el qual crida l'atenció d'entusiastes de l'Art déco d'arreu del món. El període de reconstrucció després del terratrèmol de Hawke's Bay de 1931 coincideix amb l'era de l'Art déco i la Gran Depressió. Com a resultat, l'arquitectura de Napier és bastant diferent de qualsevol altra ciutat; l'altra ciutat coneguda pel seu Art déco és Miami Beach als Estats Units, però aquest té un estil d'Art déco Streamline Moderne. El centre urbà de Napier va ser reconstruït simultàniament.

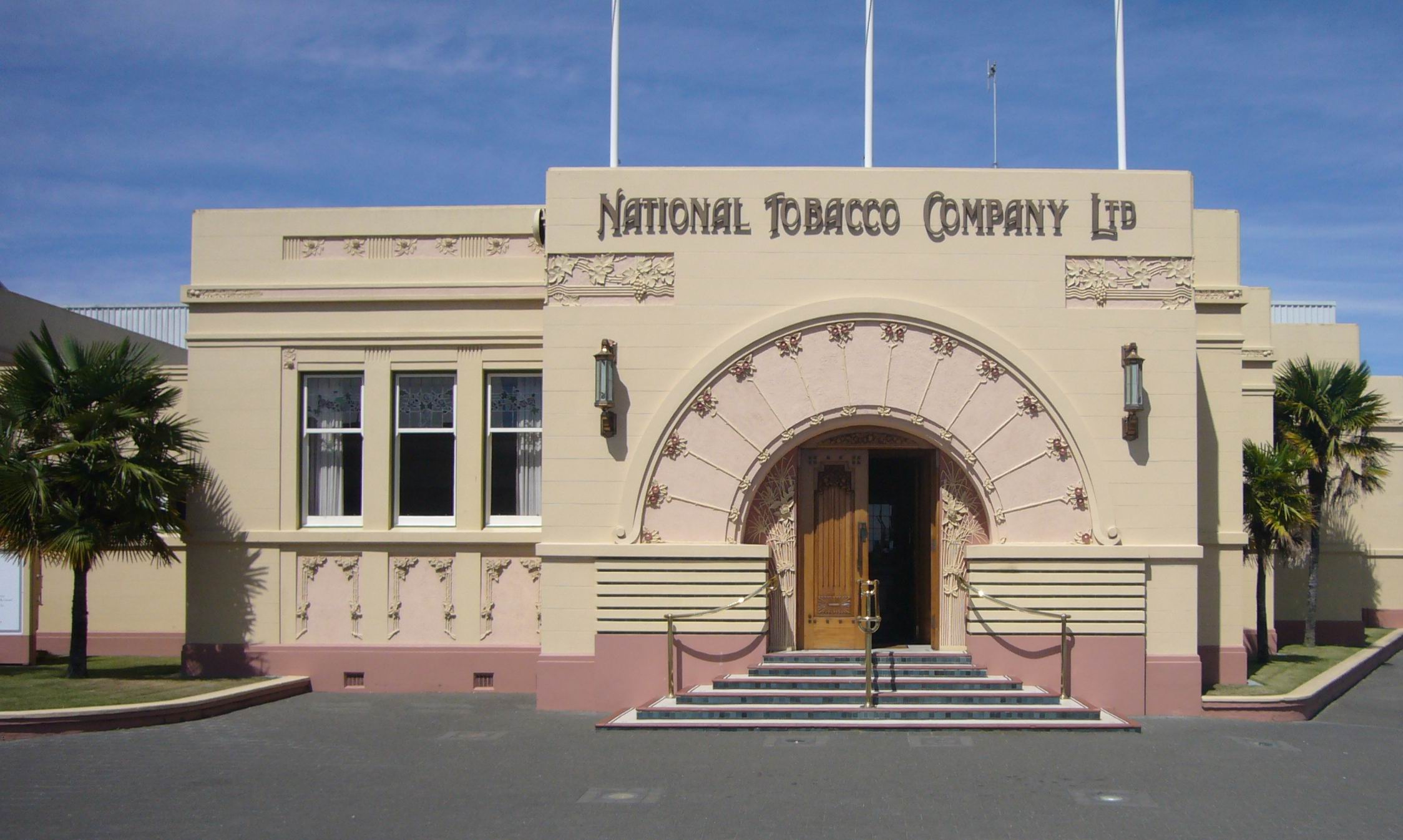
National Tobacco Company Building (Edifici de la Companyia Tabaquera Nacional)

Altres atraccions turístiques inclouen The Hawke's Bay Museum and Art Gallery (El Museu i Galeria d'Art de Hawke's Bay) —el qual conté informació sobre ambdós el terratrèmol de 1931 i la reconstrucció de Napier com una ciutat Art déco—, el National Aquariam (Aquari Nacional), el Soundshell i l'estàtua de Pania. Aquesta estàtua a Marine Parade és apreciada a Napier de la mateixa manera en què l'estàtua de La sireneta a Copenhaguen. L'octubre de 2005 l'estàtua va ser robada, però una setmana després va ser trobada per la policia sense danys greus. Marineland va ser el nom d'un aquari de Napier va ser obert al públic de 1965 a 2009. Els turistes arriben particularment cada any el febrer per un festival Art déco, un festival acompanyats amb un concert.

## Economia
La indústria més gran a Napier i els voltants és el sector secundari, amb els productes més produïts essent l'aliment, tèxtils, fusta, metall i maquineria. Altres indústries importants són la immobiliària, producció rural i botigues.
Napier va ser històricament llar d'una de les indústries tabaqueres més grans de Nova Zelanda. El 9 de setembre de 2005 la companyia British American Tobacco va anunciar que tancaria la seva fàbrica Rothmans degut al decreixement de la popularitat del tabac a Nova Zelanda. La producció de la companyia va ser transferia a Austràlia. La fàbrica produïa 2,2 milions de cigarrets cada anys pels mercats de Nova Zelanda i el Pacífic. El març de 1999 19 persones van perdre els seus treballs allí perquè «menys persones estan fumant».

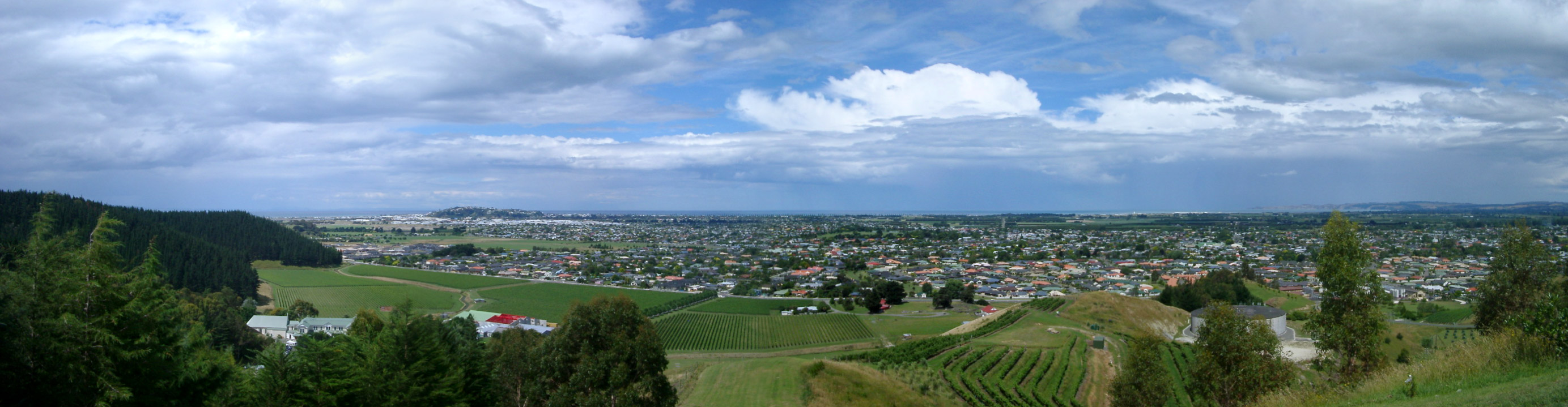
Panoràmica de Napier i Taradale.

## Política
Nacionalment, Napier s'ubica en la circumscripció electoral general de Napier i a la circumscripció electoral maori d'Ikaroa-Rāwhiti de la Cambra de Representants de Nova Zelanda.
Napier es considera una circumscripció conservadora però històricament d'esquerra. Des de les eleccions de 2005 ha guanyat sempre el Partit Nacional, tot i que des de les eleccions de 1954 fins a les eleccions de 2002 guanyà sempre el Partit Laborista. Des de les eleccions de 2005 ha guanyat sempre Chris Tremain. En les eleccions de 2011 Tremain guanyà amb el 52,11% del vot de la circumscripció. En segon lloc quedà Stuart Nash del Partit Laborista amb el 40,99% del vot.
Ikaroa-Rāwhiti, per altra banda, es considera una circumscripció electoral de centreesquerra. Des de les eleccions de 1999, primeres eleccions en què existí la circumscripció, ha guanyat sempre el Partit Laborista. Des de l'elecció parcial d'Ikaroa-Rāwhiti de 2013 la circumscripció és representada per Meka Whaitiri. Whaitiri guanyà aquesta elecció amb el 41,52% del vot; en segon lloc quedà Te Hāmua Nikora del Partit Mana amb el 24,78% del vot.

## Ciutats agermanades
Napier està agermanada amb tres ciutats:
- Lianyungang (Xina)
- Tomakomai (Japó)
- Victoria (Canadà)